# Przekładnia
Przekładnia – mechanizm lub układ maszyn służący do przeniesienia ruchu z elementu czynnego (napędowego) na bierny (napędzany) z jednoczesną zmianą parametrów ruchu, czyli prędkości i siły lub momentu siły.
Przekładnia może zmieniać:
- ruch obrotowy na ruch obrotowy

## Odmiany
Ze względu na rodzaj wykorzystywanych zjawisk fizycznych, przekładnie dzielą się na:
- przekładnie mechaniczne,
- przekładnie hydrauliczne,
- przekładnie pneumatyczne,
- przekładnie elektryczne.

Przekładnia może być:
- reduktorem (przekładnia redukująca) – gdy człon napędzany obraca lub porusza się z mniejszą prędkością niż człon napędzający,
- multiplikatorem (przekładnia multiplikująca) – gdy człon napędzany obraca lub porusza się z większą prędkością niż człon napędzający.

Przekładnia o zmiennym przełożeniu nazywana jest wariatorem.
Szczególnym przypadkiem przekładni jest sytuacja, gdy prędkość na wejściu równa jest prędkości na wyjściu. Taki przypadek stosuje się, gdy chodzi tylko o zmianę kierunku wektora prędkości lub siły (momentu).

## Parametry
Podstawowymi parametrami przekładni są:
- {\displaystyle n_{\max }} – maksymalna prędkość na wale napędzającym,
- {\displaystyle M_{\max }} – maksymalne obciążenie – siła lub moment siły na wale napędzanym,
- {\displaystyle i=n_{1}/n_{2}} – przełożenie przekładni, gdzie {\displaystyle n_{1}} to prędkość na wale napędzającym i {\displaystyle n_{2}} to prędkość na wale napędzanym,
- {\displaystyle \eta =N_{u}/N_{o}} – sprawność energetyczna przekładni, gdzie {\displaystyle N_{\mathrm {u} }} to moc użyteczna i {\displaystyle N_{\mathrm {o} }} to moc włożona.

Pierwsze ślady stosowania przekładni ciernych pochodzą ze świątyń bóstw egipskich.